# Libertas (mytologi)

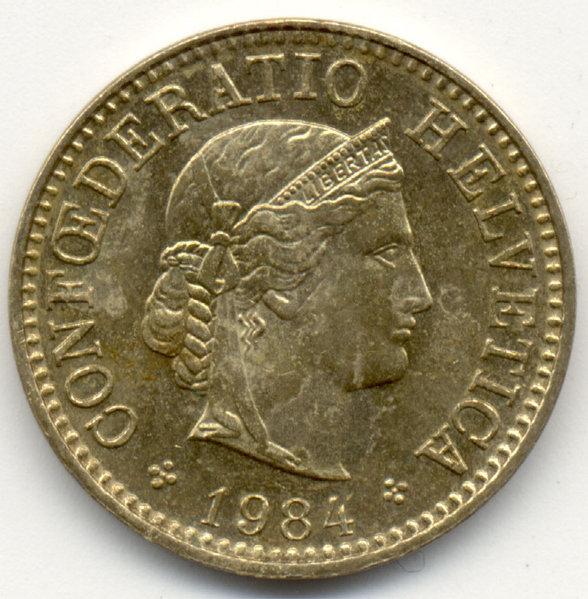
Libertas på ett 5 Rappenmynt (Schweiz, 1984, noble brass).

Libertas (latin för frihet) är i romersk mytologi frihetens gudinna. Friheten synes ursprungligen ha blivit uppfattad mera som sinnets frihet, men efter hand lade man till begreppet av borgerlig och politisk frihet, så att gudinnan avbildades med huvan eller hatten (tecknet till frihet från träldom) på huvudet och ibland med en dolk i handen. 

## Under antiken
Kulten av Libertas skapades när monarkin i Rom störtades till förmån för den romerska republiken 509 f.Kr.  Kulten verkar ha varit mest betydande efter andra puniska kriget. Hennes första tempel uppfördes 238 f.Kr.
Tempel till hennes ära har återfunnits på Palatinen och Aventinen, två av de sju kullar som Rom grundades på. Det senare templet restes av Tiberius Gracchus far. Clodius uppförde en staty av henne på platsen där Marcus Tullius Ciceros hus varit beläget, efter att det hade ödelagts. Framställningen av Libertas påminner om Sol Invictus.

## Senare betydelse
Hon har därefter använts symboliskt för att personifiera friheten, till exempel i form av frihetsgudinnan i New York och Paris. Hon finns avbildad på schweiziska mynt (5, 10 och 20 Rappen).
Som personifikation för friheten motsvarar Libertas Britannia i Storbritannien och Marianne i Frankrike.